# Edgar Everhart
Edgar Everhart (Akron, 20 giugno 1920 – Bailey, 14 gennaio 1990) è stato un astronomo statunitense.
Edgar Everhart III è stato un professore universitario ed un astronomo statunitense noto per le sue ricerche di fisica atomica e sulle comete. È stato membro della Unione Astronomica Internazionale e della British Astronomical Association dal 1967.

## Biografia
Nel 1943 si è sposato con Elizabeth "Libby" Everhart. Hanno adottato due bambini, Kathleen (Kate) e Stanley rispettivamente nel 1947 e nel 1949 che gli hanno dato tre nipoti. Nel tempo libero si dedicava assieme alla moglie alle escursioni in montagna.

## Carriera
Durante la seconda guerra mondiale partecipò a ricerche sui radar.
Dal 1950 al 1969 ha insegnato fisica e astronomia presso l'Università del Connecticut.
Dal 1969 al 1985 ha lavorato quale direttore dell'Osservatorio astronomico Chamberlin gestito dall'Università di Denver .

## Scoperte
Nel 1964 scoprì la cometa non periodica C/1964 P1 Everhart, nel settembre 1966 ha coscoperto la cometa non periodica C/1966 R1 Ikeya-Everhart.

## Riconoscimenti
Gli è stato dedicato un asteroide, 2664 Everhart.